# Alemannenring
O Alemannenring foi um circuito de rua localizado na cidade de Singen, no estado de Baden-Württemberg, na Alemanha. Aberto em 1991, tinha 2,8 km de extensão e 8 curvas.
O circuito recebeu a DTM entre 1991 e 1995.
Entre 2004 e 2009, o grupo responsável pela pista fez diversas tentativas de trazer o circuito de volta, a fim de sediar outro evento da DTM. Entretanto, não obtiveram sucesso.

## Percurso
O circuito tinha 2.800 km de extensão e usava 6 estradas da cidade de Singen, sendo essas:
1. Georg-Fischer-Strasse
2. Carl-Benz-Strasse
3. Grubwaldstrasse
4. Byk-Gulden-Strasse
5. Pfaffenhäule
6. Robert Gerwig Strasse

O circuito tinha 14 metros de largura, exceto na reta principal, onde diminuia para 9 metros devido ao pitlane. Continha oito curvas, sete das quais eram de 90 graus e a outra uma curva fechada de 180 graus. Havia também uma pequena seção com chicanes no final da reta na Robert Gerwig Strasse. A pista é semelhante ao Norisring, para o seu perfil, comprimento e por ter 8 curvas.[carece de fontes?]

## Vencedores

### DTM[2]
| Ano  | Corrida | Piloto             | Construtor                 |
| ---- | ------- | ------------------ | -------------------------- |
| 1995 | R2      | Kurt Thiim         | Zakspeed Mercedes          |
| 1995 | R1      | Kurt Thiim         | Zakspeed Mercedes          |
| 1994 | R2      | Nicola Larini      | Alfa Course                |
| 1994 | R1      | Nicola Larini      | Alfa Course                |
| 1993 | R2      | Bernd Schneider    | AMG-Mercedes               |
| 1993 | R1      | Nicola Larini      | Alfa Course                |
| 1992 | R2      | Bernd Schneider    | AMG-Mercedes               |
| 1992 | R1      | Bernd Schneider    | AMG-Mercedes               |
| 1991 | R2      | Hans-Joachim Stuck | Schmidt Motorsport Technik |
| 1991 | R1      | Frank Biela        | Audi Zentrum Reutlingen    |

### Fórmula 3 Alemã
| Ano  | Corrida | Piloto           | Construtor            |
| ---- | ------- | ---------------- | --------------------- |
| 1995 | R2      | Norberto Fontana | KMS                   |
| 1995 | R1      | Norberto Fontana | KMS                   |
| 1994 | R2      | Jörg Müller      | Marko RSM             |
| 1994 | R1      | Ralf Schumacher  | Opel Team WTS         |
| 1993 | R2      | Jos Verstappen   | Opel Team WTS         |
| 1993 | R1      | Sascha Maassen   | Volkswagen Motorsport |
| 1992 | R2      | Sascha Maassen   | Volkswagen Motorsport |
| 1992 | R1      | Sascha Maassen   | Volkswagen Motorsport |